# モトローラ・ソリューションズ
モトローラソリューションズ (NYSE: MSI) は、アメリカ合衆国の通信事業の会社である。
2011年1月、前身であったモトローラはモトローラ・ソリューションズとモトローラ・モビリティに分割された。本社所在地は、イリノイ州シカゴのヘラー・インターナショナル・ビルディングにある。

## 事業部門
- 現在の事業部門
  - 政府部門：官公庁や公衆安全に関する製品・サービス。 アナログ・デジタル2ウェイラジオ、音声・データ通信、モバイルコンピューティング製品、無線LANによるセキュリティシステムなど。
- 過去の事業部門：
  - ネットワーク部門：2011年4月29日、ノキア シーメンス ネットワークスへ売却[2]。
  - 企業部門： 2014年10月27日、ゼブラ・テクノロジーズへ売却[3]。

## 無線ネットワークインフラ部門の売却
2010年7月19日に、ノキア シーメンス ネットワークス（以下、NSN）とモトローラ・ソリューションズの前身であるモトローラ社（以下、モトローラ）は、NSNがモトローラの無線ネットワークインフラ部門の大部分を12億米ドルで買収する合意に達したことを発表した。これによりNSNは米国および日本におけるプレゼンスを大幅に強化するとともに、ベライゾンやKDDIなど、モトローラの顧客である通信事業者との関係強化を目指した。
当初は12月31日に売却を完了して2011年1月1日から新体制で開始を調整したが、中国商務省から「独占禁止法に触れる」として承認されず、12月28日にスタート目標を2011年第一四半期へ延期した。
2012年1月24日に、中国の大手通信機器ベンダー、ファーウェイ・テクノロジーズ（華為）が、イリノイ州シカゴの連邦裁判所へ、1月4日にモトローラから分割されたモトローラ・ソリューションズの同部門買収差し止めを求めて提訴した。これは今回の買収によりモトローラと提携していた華為の持つGSMやUMTS関連の知財や、業務上の秘密などが不当にNSNへ渡るという内容であった。3月9日にシカゴの連邦裁判所がこの訴えを認め、事実上買収が凍結された。買収自体が他メーカーを含めて再交渉になるか、NSNにとって「興味がない」と言われていた華為の技術に関わる部分を切り離しての売却となるかが注目がされたが、4月10日モトローラは華為との間で係争中であったすべての訴訟を解決することで和解した。係争項目の一つに、華為がモトローラの機密情報を不正に入手していたという2010年の訴えが含まれており、華為はモトローラの同部門買収が米国政府の圧力で実現できなかった背景もあり、華為はモトローラにかなりのダメージを与えた結果となった。
この和解を受け、中国商務省も買収を承認し、2011年4月29日に売却を完了し、4月30日から新体制となった。